# Ozophora depicturata
Ozophora depicturata är en insektsart som beskrevs av Barber 1928. Ozophora depicturata ingår i släktet Ozophora och familjen Rhyparochromidae. Inga underarter finns listade i Catalogue of Life.